# История одиночества
История одиночества (англ. A History of Loneliness) — роман ирландского писателя Джона Бойна , опубликованный на английском языке в 2014 году, на немецком и голландском языках в 2015 году, на русском языке роман вышел только в 2017 в переводе Александра Сафронова, издательство Фантом Пресс. В данной книге повествуется о жизни ирландского католического священника на фоне глубокого кризиса церкви, сотрясавшего страну с 1990 года в результате повсеместного сексуального насилия над детьми и коррупции.

## История создания
Как признавался сам Джон Бойн, написать книгу он хотел, чтобы показать, что с одной стороны в ряды церкви идут по принуждению прежде всего матери, а с другой стороны, хорошие священники тоже виноваты. Как вспоминал сам Бойн, он долго не писал книгу о родной Ирландии, потому что во многом она автобиографична. Так в интервью газете  The Irish Times писатель вспоминал, как его избивали священники садисты, у одного из которых была деревянная палка, на конце её висел железный груз. Однажды он так избил Бойна, что тот две недели не мог ходить в школу . Несмотря на это, Джон Бойн хотел видеть настоящих священников, попытавшись изобразить его в романе:

Я думаю, что для меня было важно то, что я хотел написать книгу, которая не была бы просто обличительной речью против церкви. Я хотел написать книгу, в которой люди, которые постоянно защищают церковь от всех критиков, которые не хотят слышать ни слова против их доводов, могли бы прочитать книгу и действительно осознать, что они сделали и за что они несут тоже ответственность. А те, кто просто постоянно осуждает Церковь, могут прочитать книгу и увидеть, что есть хорошие люди — хорошие мужчины, хорошие женщины, посвятившие свою жизнь религии, Богу. И то, что они сделали в своей жизни, также должно быть признано. Я хотел выразить обе стороны истории и признать одиночество хорошего священника, а также одиночество и трагедию плохого
Оригинальный текст (англ.)Well, I think what was important to me was that I wanted to write a book which was not just a diatribe against the church. What I wanted was to write a book where those people who constantly defend the church against all comers who will not hear a word said against them might read the book and actually realize what they have done and what they have been responsible for. And those who just condemn the Church constantly might read the book and see that there are good people - good men, good women who have devoted their lives to religion, to God. And what they have done in their lives needs to be recognized as well. I wanted to express both sides of the story and recognize the loneliness of the good priest as well as the loneliness and the tragedy of the bad priest.

.

## Сюжет
Главным персонажем романа является Одран Йейтс, который в детстве перенес сильную травму, когда его отец, алкоголик покончил с собой, став причиной смерти и брата Одрана. В результате его мать ударилась в религию. Одран поступает в духовную семинарию, в ирландское отделение, где единственным другом становится Том Карлд, педофил, которого силой родители заставили учиться в семинарии. 
Спустя годы он трудно выстраивает отношения с сестрой и племянником, но главное, он начинает постепенно понимать, что церковь, которой он так прикрывался, прогнила. Одрану очень трудно с этим смириться, хотя он понимает, что имиджа у церкви нет. Несмотря на то, что священник понимает, что его друга не просто так переводят с одного прихода в другой, он продолжает бесдействовать.

Сюжет романа не происходит в одном времени, постоянно сдвигаясь то в прошлое героев, то в будущее. Кульминацией становится признание себе  Одрана, он понял, что абстрагирование от греха, есть тот же самый грех: 
Я молчал, когда надо было кричать, я убеждал себя, что я выше этого. Я соучастник всех преступлений, из-за меня пострадали люди. Я профукал свою жизнь. Каждый её миг. Самое смешное, что глаза мне открыл отсидевший педофил: молчальники виновны наравне с преступниками.

## Оценки и критика
Роман был хорошо принят многими критиками. Так Хелен Данмор, обозреватель из Guardian отмечала, что хотя книга рассказывает о жестокости, тем не менее она указывает на её причины. Когда Том Кадрл, который не хотел учиться в семинарии, был принужден к службе отцом.

В то же время Мартин Боланд, журналист из The Irish Times, назвал книгу не подходящий в череде скандалов около церкви («Не та книга»):
Таким образом, Бойн виноват в том, что не дал отцу Одрану ни какого-либо внутреннего мира, ни чувства трансцендентной цели. Например, его священник никогда не появляется на мессе и оторван от  сакральной жизни церкви. В его отношениях с прихожанами мало смысла. У него аллергия на молитву, и когда Бойн позволяет ему взять в руки четки или Библию, он использует это для драматизации или для того, чтобы закрепить риторическую мысль. Все говорят о папах, епископах и священниках; Иисус Христос почти не упоминается. Отец Одран Йейтс на самом деле безбожник.